# Mintang (sockenhuvudort i Kina, Qinghai Sheng, lat 33,80, long 101,03)
Mintang (kinesiska: 门堂, 门堂乡) är en sockenhuvudort i Kina. Den ligger i provinsen Qinghai, i den nordvästra delen av landet, omkring 320 kilometer söder om provinshuvudstaden Xining. Antalet invånare är 2 680. Befolkningen består av 1 315 kvinnor och 1 365 män. Barn under 15 år utgör 29,0 %, vuxna 15-64 år 65 %, och äldre över 65 år 4,0 %.
Runt Mintang är det mycket glesbefolkat, med 2 invånare per kvadratkilometer. Det finns inga andra samhällen i närheten. Trakten runt Mintang består i huvudsak av gräsmarker.
Genomsnittlig årsnederbörd är 864 millimeter. Den regnigaste månaden är juli, med i genomsnitt 202 mm nederbörd, och den torraste är december, med 4 mm nederbörd.